# المدرسة الجاولية
المدرسة الجاولية، هي مدرسة ترجع للعصر المملوكي، وتقع عند زاوية الحرم القدسي الشمالية إلى الغرب. وقد وقفها الأمير علم الدين سنجر الجاولي نائب غزة والقدس (683 -745هـ/1284-1344م) وجعلها مدرسة فسميت باسمه. أما البناء الأصلي نفسه فضارب في القدم إذ يرجع إلى ما قبل الميلاد. ويُقال أنها كانت قلعة أو برجاً أو حصناً. واتخذها الرومان مقراً لولاتهم. ويقال أن الوالي الروماني بيلاطس البنطي الذي حاكم السيد المسيح أقام فيها. وبعد أن كانت مدرسة صارت داراً لسكنى نواب القدس في أوائل القرن التاسع الهجري. ثم حولها العثمانيون في أواخر القرن العاشر الهجري إلى قشلاق وداراً للُحكم فدعيت السرايا القديمة. وظلت كذلك حتى بداية الحرب العالمية الأولى.
ثم وضع المجلس الإسلامي الأعلى بناء عليها خلال فترة فلسطين الانتدابية، باعتبارها من أملاك الوقف وأقام فيها مدرسة سميت «روضة المعارف الوطنية» وأثناء الثورة العربية الكبرى (1936-1939) اتخذها الإنجليز مقراً للشرطة، ثم عادت بعد ذلك إلى وظيفتها كمدرسة. كذلك تضم المدرسة مدفن أحد الفقهاء هو الشيخ درباس الكردي الهكاري.

## تاريخها
يعتقد فان برشم أن تاريخ بناء المدرسة يقع بين 715هـ/1315م و720هـ/1320م.

## وصفها
وتتألف المدرسة الجاولية (العمرية) في الأصل من طابقين يطلان على ساحة مكشوفة، وعلى الحرم الشريف بواجهة جنوبية عالية الارتفاع، ويقوم في الطابق الأول من البناء مجموعة غرف وإيوان جنوبي متوسط الحجم يعتبران أصل المدرسة. أما الطابق الثاني فهو يحتوي على عدد من الغرف المتوسطة الحجم التي لا تزال تستعمل للتدريس. وقد أُلحق بهما طابق ثالث، بعد قرن تقريباً يضم عدداً من الغرف التي يرجع أغلبها إلى الفترة العثمانية. ويقع إلى المدرسة من جهة الشمال حيث طريق المجاهدين (درب الآلام)، درج يقود إلى الباب الواقع بين كنيسة راهبات صهيون وكنيسة حبس المسيح، ويفضي إلى دركاه أو موزع في الصحن المكشوف في الإيوان الجنوبي، كما هي حال أغلب المباني المملوكية. وجدير بالذكر أن المجمع المعماري المعروف حالياً بالمدرسة العمرية يشمل بجانب المدرسة الجاولية، مدرستين تاريخيتين أيضاً؛ هما المدرسة الصبيبية، والمدرسة المحدثية.